# 2008年中華職棒假球事件
2008年中華職棒假球事件，又稱黑米事件，是指在2008年在台灣發生的中華職業棒球大聯盟選手涉嫌接受地下賭盤組頭收買，配合放水（打假球）的事件。
2008年10月8日早上板橋地檢署檢察官王正皓大規模搜索米迪亞暴龍隊球團辦公室與球員宿舍，傳出當時米迪亞系統科技與天道盟濟公會成員林秉文集團合資購買兜售的誠泰Cobras隊，並在球賽中以詭譎的調度來進行放水，是歷年簽賭案中牽連最高層級的一次，球團執行長施建新（改名為施允澤）、總經理特助郭德志等人都牽連其中。外傳教練吳昭輝季中回鍋，是為了轉達指令；而球隊管理林家慶則被爆出是林秉文的小弟，入主球團直接看管球員。本案由於涉案人員全是米迪亞暴龍隊的球員或球團管理階層，所以又稱「黑米事件」。

## 大事年表

### 2008年
- 10月8日，檢察官王正皓兵分22路搜索米迪亞暴龍隊球團辦公室與球員宿舍，懷疑球團與林秉文集團勾結、合資購買誠泰COBRAS，疑似球團直接涉入簽賭放水案。板橋地檢署檢察官王正皓晚間約談米迪亞暴龍球員陳元甲、陳克帆、貝力（英语：Cory Bailey）、教練吳昭輝、執行長施建新（改名為施允澤）、總經理特助郭德志、前領隊張宏暉、管理林家慶同列被告，教練李安熙、球隊領隊曾建銘、總經理郭玄彬、球員郭銘仁、周思齊則為證人。球員陳元甲與陳克帆坦承犯行。施建新遭到飭回，教練吳昭輝與總經理特助郭德志遭羈押禁見。
- 10月9日，中華職棒大聯盟會長趙守博宣佈自即日起米迪亞暴龍球團「停權」，也就是說11日與12日暴龍對兄弟象隊在天母、新竹進行的兩場比賽都將停止比賽。
- 10月23日，中華職業棒球大聯盟決議將米迪亞暴龍隊「除名」。
- 10月28日，檢察官王正皓拘提前領隊張宏暉、球隊翻譯王湯傑及四海幫派駐球隊管理員王祥合、賴彥旭4人到案，訊後聲押王祥合、賴彥旭獲准。
- 10月29日，米迪亞暴龍隊球員組成自救會。
- 10月30日，板橋地檢署檢察官王正皓發動第二波大動作約談行動，包括教練和謝佳賢、以及已遭讓渡的陳建輔等球員在內，共有15人到案說明。
- 12月23日，本案偵結，共有13名球員遭起訴，陳克帆、陳元甲與鄭余亮等三名球員緩起訴，謝佳賢則為另案偵查。

### 2009年
- 4月5日，因參加桃園航空城棒球隊、台北市成棒隊落選主因為黑米事件的黑名單中，許竹見、張賢智、高瑋、陳家鴻決定召開記者會為自己清白辯護。
- 8月，板橋地檢署依詐欺罪嫌起訴涉案33人。
- 8月28日，士林地方法院判決賽亞科技必須償還中華職棒大聯盟新台幣1000萬元。

### 2010年
- 3月24日，板橋地方法院開庭審理，並傳喚施建新(改名為施允澤)、林家慶及前球員潘忠孝、賴俊男、胡仁偉、陳建輔等人。
- 9月30日，板橋地方法院一審宣判，潘忠孝、胡仁偉、陳建輔分別遭判處有期徒刑8-10個月，且不得緩刑。另外賴俊男、潘忠孝均判處7個月，緩刑4年。

## 牽連球員
| 球團職位      | 球員姓名 | 所屬球隊     | 牽連原因                               | 聯盟/球隊處理狀況                   | 偵訊後狀況                    | 起訴、判決狀況         |
| ------------- | -------- | ------------ | -------------------------------------- | ----------------------------------- | ----------------------------- | ---------------------- |
| 首席教練      | 李安熙   | 米迪亞暴龍隊 | 協助警方調查、證人（無指示球員打假球） | 無球隊狀況                          | 飭回                          |                        |
| 內野手        | 郭銘仁   | 米迪亞暴龍隊 | 協助警方調查、證人（無打假球）         | 可參加12/31的特別選秀               | 飭回                          |                        |
| 外野手        | 周思齊   | 米迪亞暴龍隊 | 協助警方調查、證人（無打假球）         | 可參加12/31的特別選秀               | 飭回                          |                        |
| 外野手        | 謝佳賢   | 米迪亞暴龍隊 | 犯罪嫌疑人                             | 可參加12/31的特別選秀               | 飭回                          | 另案調查               |
| 內野手        | 高 瑋    | 米迪亞暴龍隊 | 犯罪嫌疑人                             | 可參加12/31的特別選秀               | 飭回                          |                        |
| 捕手          | 陳克帆   | 米迪亞暴龍隊 | 打假球                                 | 依照聯盟規定永不錄用                | 5萬元交保                     | 緩起訴，易服勞務       |
| 外野手        | 陳元甲   | 米迪亞暴龍隊 | 打假球                                 | 依照聯盟規定永不錄用                | 5萬元交保                     | 緩起訴，易服勞務       |
| 投手 投手教練 | 貝 力    | 米迪亞暴龍隊 | 打假球                                 | 依照聯盟規定永不錄用                | 10萬元交保，限制出境          | 已繳交犯罪所得 不起訴  |
| 投捕教練      | 吳昭輝   | 米迪亞暴龍隊 | 轉達指令要 球員打假球                  | 依照聯盟規定永不錄用                | 涉及詐欺及賭博 罪嫌被收押禁見 | 有期徒刑3個月          |
| 內野手        | 胡仁偉   | 米迪亞暴龍隊 | 打假球                                 | 依照聯盟規定永不錄用                | 10萬元交保                    | 有期徒刑10個月         |
| 投手          | 賴俊男   | 米迪亞暴龍隊 | 打假球                                 | 依照聯盟規定永不錄用                | 10萬元交保                    | 有期徒刑7個月，緩刑4年 |
| 投手          | 潘忠孝   | 米迪亞暴龍隊 | 打假球                                 | 依照聯盟規定永不錄用                | 10萬元交保                    | 有期徒刑7個月，緩刑4年 |
| 投手          | 顏志中   | 米迪亞暴龍隊 | 打假球                                 | 依照聯盟規定永不錄用                | 10萬元交保                    | 有期徒刑8個月          |
| 投手          | 鄭余亮   | 米迪亞暴龍隊 | 打假球                                 | 依照聯盟規定永不錄用                | 10萬元交保                    | 緩起訴，易服勞務       |
| 投手          | 陳建輔   | 米迪亞暴龍隊 | 打假球                                 | 9/17遭球隊註銷 依照聯盟規定永不錄用 | 10萬元交保                    | 有期徒刑8個月          |
| 投手          | 安立奎   | 米迪亞暴龍隊 | 打假球                                 | 依照聯盟規定永不錄用                | 已離境未到案，將再度傳喚      | 起訴                   |
| 投手          | 雷霸龍   | 米迪亞暴龍隊 | 打假球                                 | 依照聯盟規定永不錄用                | 已離境未到案，將再度傳喚      | 起訴                   |
| 內野手        | 拿破崙   | 米迪亞暴龍隊 | 打假球                                 | 依照聯盟規定永不錄用                | 已離境未到案，將再度傳喚      | 起訴                   |
| 內野手        | 力 歐    | 米迪亞暴龍隊 | 打假球                                 | 依照聯盟規定永不錄用                | 已離境未到案，將再度傳喚      | 起訴                   |

## 牽連高層
| 職位       | 姓名                 | 所屬球隊     | 牽連原因                             | 球團／母企業處理狀況 | 偵訊後狀況   | 判決狀況               |
| 總經理     | 郭玄彬               | 米迪亞暴龍隊 | 協助警方調查、證人(無指使球員打假球) |                      | 飭回         |                        |
| 球團領隊   | 曾建銘               | 米迪亞暴龍隊 | 協助警方調查、證人(無指使球員打假球) |                      | 飭回         |                        |
| 執行長     | 施建新(改名為施允澤) | 米迪亞暴龍隊 | 疑發放賭金                           | 暫解除執行長職位     | 飭回限制住居 | 2010年9月宣判無罪      |
| 總經理特助 | 郭德志               | 米迪亞暴龍隊 | 疑發放賭金                           |                      | 收押         | 2010年9月宣判無罪      |
| 前領隊     | 張宏暉               | 米迪亞暴龍隊 | 疑發放賭金                           |                      | 十萬元交保   | 有期徒刑5個月，緩刑3年 |
| 球隊管理   | 林家慶               | 米迪亞暴龍隊 | 疑發放賭金                           | 開除                 | 收押         | 有期徒刑6個月          |
| 球隊管理   | 賴彥旭               | 米迪亞暴龍隊 | 指示球員放水                         |                      | 收押         | 有期徒刑4個月，緩刑3年 |
| 球隊管理   | 王祥合               | 米迪亞暴龍隊 | 指示球員放水                         |                      | 收押         | 有期徒刑5個月，緩刑3年 |
| 球隊翻譯   | 王湯傑               | 米迪亞暴龍隊 | 指示球員放水                         |                      | 五萬元交保   | 有期徒刑4個月，緩刑3年 |

## 相關報導
- 2008-10-09 米迪亞打假球（页面存档备份，存于）【韓國Yahoo新聞】
- 2008-10-09 米迪亞球團涉打假球 職棒聯盟宣佈停權處分（页面存档备份，存于）【大紀元】
- 2008-10-09 職棒涉賭／黑道威脅？　施建新：有人要斷我手腳【今日新聞】
- 2008-10-11 暴龍涉賭》無辜教頭 蔡榮宗美夢變惡夢（页面存档备份，存于）【聯合晚報】
- 2008-10-23 另有一說／九禾敗北 黑勢力借殼米迪亞【自由時報】
- 2009-08-28 米迪亞 判償中職千萬【自由時報】